# الوانی مرندی
الوانی مرندی (نام علمی: Allochrusa bungei) نام یک گونه از سرده الوانی است.